# Бабеньківське (заповідне урочище)
Бабеньківське — заповідне урочище місцевого значення. Об'єкт розташований на території Олександрійського району Кіровоградської області, поблизу с. Олександродар.
Площа — 40,4 га, статус отриманий у 1996 році.